# Đội tuyển Fed Cup Châu Đại Dương Thái Bình Dương
Đội tuyển Fed Cup Châu Đại Dương Thái Bình Dương đại diện các quốc đảo ở Châu Đại Dương ở giải đấu quần vợt Fed Cup và được quản lý bởi Liên đoàn Quần vợt châu Đại Dương. Năm 2015, đội tham dự Fed Cup lần đầu tiên sau 10 năm.

## Đội hình hiện tại
- Steffi Carruthers
- Carol Youngsuh Lee
- Abigail Tere-Apisah

## Lịch sử
Pacific Oceania tham dự kì Fed Cup đầu tiên vào năm 1995.  Thành tích tốt nhất của đội là vào đến Nhóm I các năm 1999,  2001, và 2019.

## Quốc gia đại diện
- Samoa thuộc Mỹ
- Quần đảo Cook
- Fiji
- Nauru
- Nouvelle-Calédonie
- Quần đảo Bắc Mariana
- Palau
- Papua New Guinea
- Samoa
- Quần đảo Solomon

## Thành viên cũ
Các vận động viện còn hoạt động được in đậm
| Vận động viên       | Tổng T-B | Đơn T-B | Đôi T-B | Số trận | Năm đầu tiên thi đấu | Số năm thi đấu |
| ------------------- | -------- | ------- | ------- | ------- | -------------------- | -------------- |
| Maylani Ah Hoy      | 2-3      | 1-2     | 1-1     | 3       | 2003                 | 1              |
| Nicole Angat        | 2-7      | 1-4     | 2-3     | 7       | 2000                 | 2              |
| Steffi Carruthers   | 4-6      | 3-4     | 1-2     | 7       | 2015                 | 2              |
| Angelita Detudamo   | 2-1      | 0-0     | 2-1     | 3       | 2004                 | 1              |
| Irene George        | 4-2      | 2-2     | 2-0     | 5       | 2003                 | 2              |
| Davilyn Godinet     | 11-16    | 6-8     | 5-8     | 18      | 1998                 | 5              |
| Gurianna Korinihona | 11-8     | 5-6     | 6-2     | 11      | 2002                 | 3              |
| Sylvia Lokollo      | 2-2      | 0-0     | 2-2     | 4       | 1995                 | 2              |
| Irene Mani          | 1-3      | 0-0     | 1-3     | 4       | 2001                 | 2              |
| Ayana Rengiil       | 3-0      | 1-0     | 2-0     | 2       | 2016                 | 1              |
| Paiao-Asinata Short | 2-7      | 2-4     | 0-3     | 8       | 1998                 | 2              |
| Tagifano So'Onalole | 16-19    | 11-10   | 5-9     | 23      | 1995                 | 6              |
| Brittany Teei       | 2-1      | 0-0     | 2-1     | 3       | 2015                 | 1              |
| Abigail Tere-Apisah | 6-4      | 5-1     | 1-3     | 6       | 2015                 | 2              |
| Vera Tere           | 0-3      | 0-1     | 0-2     | 2       | 1997                 | 1              |
| Adriana Thaggard    | 1-8      | 0-5     | 1-3     | 7       | 1995                 | 3              |
| Simone Wichman      | 3-6      | 2-3     | 1-3     | 7       | 1996                 | 3              |
| Mayka Zima          | 3-1      | 1-1     | 2-0     | 3       | 2016                 | 1              |